# Agla María Albertsdóttir
Agla María Albertsdóttir (Islandia; 5 de agosto de 1999) es una futbolista islandesa. Juega como centrocampista en el Breiðablik de la Úrvalsdeild de Islandia. Es internacional con la selección de Islandia.

## Trayectoria
Albertsdóttir comenzó en las categorías inferiores del Breiðablik y fue convocada por primera vez al equipo mayor en 2014 en un encuentro de liga contra el Selfoss, pero la futbolista permaneció en el banco de suplentes. El 30 de junio de 2015, se unió al Valur donde debutó el 17 de julio de 2015, sustituyendo a Hildur Antonsdóttir en una derrota ante el Þór/KA. El 14 de enero de 2016 firmó con el Stjarnan, equipo con el que ganó el campeonato islandés en septiembre de ese año.
En enero de 2018, Albertsdóttir volvió al Breiðablik. En agosto de ese año, sus dos asistencias de gol le dieron al club una victoria por 2-1 contra el Stjarnan en la final de la Copa de Islandia. El 17 de septiembre, ganó el campeonato nacional tras derrotar al Selfoss. En marzo de 2019, firmó un nuevo contrato de 3 años con Breiðablik.

## Selección nacional
Albertsdóttir debutó con la sub-17 de Islandia el 13 de abril de 2014 a los 15 años en un partido contra Gales. Participó en los seis partidos que jugó su país en la clasificación al Campeonato Europeo Sub-17 2015-16. El 4 de abril de 2015, debutó en la selección sub-19 en un partido contra Francia. Posteriormente formó parte del grupo que intentó clasificarse al Campeonato Europeo Sub-19 2015 y al Campeonato Europeo Sub-19 2016. El 6 de abril de 2017, debutó con la selección absoluta de Islandia en un partido contra Eslovaquia. El 22 de junio de 2017, fue convocada para disputar la Eurocopa Femenina 2017, donde participó en los tres partidos que jugó Islandia.

## Estadísticas

### Clubes
| Club       | País     | Año           |
| ---------- | -------- | ------------- |
| Breiðablik | Islandia | 2014-2015     |
| Valur      | Islandia | 2015          |
| Stjarnan   | Islandia | 2016-2017     |
| Breiðablik | Islandia | 2018-presente |

## Palmarés

### Títulos nacionales
| Título                | Club       | País     | Año  |
| --------------------- | ---------- | -------- | ---- |
| Úrvalsdeild           | Stjarnan   | Islandia | 2016 |
| Úrvalsdeild           | Breiðablik | Islandia | 2018 |
| Copa de Islandia      | Breiðablik | Islandia | 2018 |
| Supercopa de Islandia | Breiðablik | Islandia | 2019 |
| Úrvalsdeild           | Breiðablik | Islandia | 2020 |

### Distinciones individuales
| Distinción                                                | Año  |
| --------------------------------------------------------- | ---- |
| Goleadora de la Úrvalsdeild (junto a Sveindís Jónsdóttir) | 2020 |